# Swap (financieel)
Een swap (van Engels to swap, "ruilen, omwisselen") of ruilcontract is een financieel product waarbij een partij een bepaalde kasstroom of risico ruilt met dat van een andere partij. Deze twee componenten worden ook wel de "poten" (legs) van de transactie genoemd. Swaps zijn derivaten (afgeleide producten): de waarde van een swap wordt afgeleid van bijvoorbeeld een rentestand of wisselkoers.
Wanneer men rechten uit swaps bezit waaraan een bepaalde waarde kan worden toegekend, spreekt men van synthetische assets. Wanneer deze swaps ook nog worden gesecuritiseerd spreekt men van een synthetische (securitisatie)transactie.

## Renteswap
De renteswap, ook wel renteruilcontract (Engels interest rate swap, IRS) wordt in het algemeen gebruikt om renterisico's te beheersen of af te dekken, of om te speculeren op ontwikkelingen in de rentestand. Bij een renteswap ruilen partijen rentebetalingen uit gedurende een vooraf bepaalde looptijd. Na het verstrijken van deze tijd worden ze weer teruggenomen, zodat bijvoorbeeld het koersrisico wordt uitgesloten en beide partijen kunnen profiteren van een comparatief voordeel dat een van de partijen geniet.
De koper van een renteswap probeert zich tegen (rente)risico's te beschermen. De koper kan zo kiezen om een lopende lening tegen een variabele rente niet om te zetten in een nieuwe lening, maar met de swap het renterisico af te dekken. Bij een payer swap wordt een vaste rente betaald en een variabele rente ontvangen. Hiermee kan men zich indekken tegen een rentestijging. Met een receiver swap wordt een lening met een vaste rente omgezet naar een lening met variabele rente. Er wordt dan een variabele rente betaald en een vaste rente ontvangen. Dit is winstgevend als een rentedaling wordt verwacht.
De hoofdsommen van de leningen worden bij een renteswap niet werkelijk uitgewisseld, enkel rentebedragen.
Renteswaps zijn zelfstandig verhandelbare financiële producten, waarvan de waarde afhankelijk is van het te verwachten renteverschil en de afkoopsom. Afhankelijk van het renteverschil kan deze waarde zowel positief als negatief zijn.

### Gebruik door Nederlandse banken
Begin jaren 2000 werden de Nederlandse banken geconfronteerd met lage rentestanden, die hun winstmarges onder druk zetten. Als reactie hierop begonnen ze vooral vanaf 2005 leningen te combineren met renteswaps. Klanten sloten dan een lening af met variabele rente en een swap waarover zij vaste rente betaalden, terwijl ze een variabele rente van de bank ontvingen. Per saldo zouden ze dan een vaste rente overhouden.
Probleem met veel van deze swaps is dat bij een dalende rente, de waarde van de swap ook daalt en negatief kan worden (zie hierboven). Gebeurt dit laatste, dan moet de swap als schuld op de balans van de lener worden beschouwd. Na de kredietcrisis gebeurde dit veelvuldig en werden de zo ontstane schulden door de banken gebruikt als aanleiding om renteopslagen op de oorspronkelijke leningen te eisen. Zowel firma's in het midden- en kleinbedrijf (mkb) als semipublieke instellingen (woningcorporaties, scholen, ziekenhuizen) werden hier de dupe van. Bekendste geval is Vestia-affaire, waarbij woningcorporatie Vestia ten onder dreigde te gaan door grootschalige speculatie met swaps.
Vanaf 2012 zijn diverse rechtszaken gevoerd door mkb'ers, tegen de banken, wegens misleiding bij de verkoop van renteswaps. Een zaak van de eigenaar van spijkerbroekenzaak Chasin' tegen ING leidde in 2015 tot annulering van zijn swap, en geldt als eerste grote succes. Op 31 maart van dat jaar verzocht Swapschade B.V. de beursgang van ABN AMRO uit te stellen, omdat swapschadeclaims van onbekende omvang dreigen. Minister Dijsselbloem van Financiën stelde in maart 2016 een onafhankelijke commissie van deskundigen aan om de verstrekte renteswaps aan het mkb te onderzoeken. Semipublieke instellingen blijken minder geneigd tot juridische stappen.
Zie ook: treasury, rente- en valutamanagement.

### Afsluiten van een swap
Voor elke swap moeten vastgelegd worden:
- de referentierente voor de korte rentes (welke rente wordt gebruikt voor de korte rente, bijvoorbeeld de 6-maands Euribor)
- de lange rente (het percentage van de lange rente)
- looptijd van de swap
- de methode van berekening van de rente
- de couponfrequentie van de lange rente

De referentierente voor de korte rente is altijd een rente gebaseerd op rentes die door de markt bepaald worden. In de Euro-markt is de Euribor veel gebruikt, maar ook de Libor- en de Eonia-tarieven worden gebruikt.

De couponfrequentie is de frequentie van de betalingen. Over het algemeen is de couponfrequentie van de lange rente eenmaal per jaar.
Zoals bij de meeste derivaten wordt bij swaps meestal gebruikgemaakt van de standaarddocumentatie van de International Swaps and Derivatives Association (ISDA), met name de ISDA Master Agreements. Dit zijn gestandaardiseerde contracten die slechts minimaal hoeven te worden aangepast naar de concrete situatie.

### Voorbeeld van een swap
Een voorbeeld van een swap, tussen Bedrijf A en Bank B. Bedrijf A koopt een IRS tegen een lange rente van 5% tegen de 6-maands Euribor, met een looptijd van 3 jaar, op een onderliggende hoofdsom van 10 miljoen euro. Dit komt dan neer op de volgende rentestroom:
| Jaar/maand    | Jaar/maand | Lange Rente | A betaalt   |  | 6mnds Euribor | B betaalt   |  |
|               |            |             |             |  |               |             |  |
| 1             | 6          | 5,0 %       | --          |  | 2,1 %         | € 210.000   |  |
| 1             | 12         | 5,0 %       | € 500.000   |  | 2,2 %         | € 220.000   |  |
| 2             | 6          | 5,0 %       | --          |  | 2,0 %         | € 200.000   |  |
| 2             | 12         | 5,0 %       | € 500.000   |  | 2,1 %         | € 210.000   |  |
| 3             | 6          | 5,0 %       | --          |  | 2,3 %         | € 230.000   |  |
| 3             | 12         | 5,0 %       | € 500.000   |  | 3,1 %         | € 310.000   |  |
| Totaal Bedrag |            |             | € 1.500.000 |  |               | € 1.380.000 |  |

Op deze wijze koopt Bedrijf A zekerheid voor wat betreft de te verwachten kosten. Bank B maakte zo de volgende winst: €1.500.000 - €1.380.000 = €120.000.

## Valutaswap
De valutaswap is een transactie waarbij twee partijen met elkaar overeenkomen voor een bepaalde tijd valuta met elkaar te ruilen. Een dergelijke transactie bestaat uit twee poten: de contante poot die op de dag van de transactie uitgevoerd wordt en de termijnpoot die op een later moment uitgevoerd zal gaan worden.
Een dergelijke transactie zal door een bedrijf uitgevoerd worden, wanneer ze op een zeker moment in een bepaalde valuta een overschot heeft en in een andere valuta een tekort, maar wel verwacht dat zij dat overschot op een bepaald moment weer nodig zal hebben. Wanneer bijvoorbeeld een Nederlands bedrijf een verkoop doet in dollars, en weet dat zij over drie maanden een leverancier ook in dollars moet betalen, dan kan ze ervoor kiezen niet tweemaal een wisseltransactie uit te voeren, maar om een valutaswap af te spreken.
Dit voorbeeld uitgewerkt. Het bedrijf verkoopt voor een bedrag van 1,25 miljoen dollar. De koers van de euro is op de transactiedatum 1,25 dollar per euro.
Contante poot
1 januari 2005 
de bank koopt van het bedrijf 1,25 miljoen dollar tegen 1 miljoen  euro
Termijnpoot
1 april 2005 
de bank verkoopt aan het bedrijf 1,30 miljoen dollar tegen 1 miljoen euro
Het verschil tussen de twee bedragen is niet afhankelijk van de koers, maar van de renteverschillen tussen de twee markten. Eigenlijk moet je het zo zien: de bank heeft zo lang de swap loopt de beschikking over dollars. Die leent zij uit tegen een bepaald bedrag. Daartegenover moet ze euro’s lenen op de euro-markt. Het verschil tussen de rentes op de twee markten wordt in de koers van de termijnpoot verwerkt.
De termijnkoers zal meestal afwijken van de contante koers. Het al dan niet afwijken wordt in de financiële wereld omschreven met een drietal termen:
- agio: de termijnkoers is hoger dan de contante koers
- pari: de termijnkoers is gelijk aan de contante koers
- disagio: de termijnkoers is lager dan de contante koers

Voor valutaswaps geldt dat de bank geen valutarisico loopt. Immers de transactie op termijn is al vastgelegd en volledig afgedekt met de in de markt aangegane leningen.
Zie ook: treasury, rente- en valutamanagement.

## Credit default swap
De Credit default swap (CDS) lijkt wel wat op een kredietrisicoverzekering. Men tracht op deze wijze het risico dat een wederpartij zijn of haar verplichtingen niet meer nakomt af te dekken. Tegen betaling van een bepaald bedrag garandeert de ene partij jegens de andere dat hij dit risico overneemt. Maar de partij die het risico overneemt kan zelf weer een risico vormen. Het meest aansprekende voorbeeld is dat van Lehman Brothers, dat expert was in dit soort swap-handel.
Voorbeeld: Fabrikant A heeft 2 miljoen van Bank B geleend. Bank B dekt het risico af door een CDS te sluiten met partij C (vaak eveneens een bank). B betaalt gedurende de looptijd ieder jaar 100.000 aan C. Op een bepaald moment gaat A failliet, terwijl er nog 1,6 miljoen openstaat. C zal in dat geval 1,6 miljoen aan B betalen.

## Total return swap
In een Total return swap garandeert de ene partij de andere alle opbrengsten van een bepaalde asset. Deze partij krijgt hiervoor vaste van tevoren afgesproken betalingen in de plaats. Onder de opbrengsten valt meestal zowel rente en dividend als eventuele capital gains.

## Equity swap
Een Equity swap lijkt op een Total return swap in de zin dat een partij de wederpartij de volledige opbrengst garandeert van aandelen, of een mandje aandelen. De wederpartij zal op deze wijze wel de financiële voor- en nadelen van de aandelen bezitten, maar zal uiteraard geen stemrecht bezitten.

## Margin call
Bij het aangaan van een swaptransactie wordt in beginsel géén premie betaald. De startwaarde is nihil aangezien de netto contante waarde van beide elementen van de swap, bijvoorbeeld het vast rentende deel en het variabel rentende deel, op het moment van afsluiten gelijk is. Na het startmoment kunnen beide elementen wel door marktontwikkelingen een afwijkende waarde gaan krijgen. Indien bijvoorbeeld de marktrente daalt, dan stijgt de contante waarde van de kasstroom van de vaste rente. Dit is een nadeel voor de betaler van de vaste rente en een voordeel voor de ontvanger. Als gevolg hiervan daalt de marktwaarde van de payer swap, terwijl de marktwaarde van de receiver swap stijgt. Bij een stijgende marktrente wordt dit effect gespiegeld. Aan het einde van de looptijd van een swap is de marktwaarde altijd nul.
Indien de marktwaarde, positief of negatief, aanzienlijk oploopt, kan dit betekenen dat een potentiële vordering op een tegenpartij dermate stijgt dat een van de partijen een onacceptabel kredietrisico loopt. Om dit te ondervangen
worden tussen de partijen afspraken gemaakt om tijdens de looptijd onderpand te storten, de zogenaamde margin calls. In het contract staan afspraken over deze margin calls zoals een drempelbedrag (threshold) en een minimum onderpand bedrag (minimum transfer amount). Zolang de marktwaarde niet het afgesproken drempelbedrag te boven gaat, hoeft geen onderpand verrekend te worden. Het minimum onderpand bedrag voorkomt dat elk verschil van een paar euro al verrekend moet worden. Voor de partij die het onderpand moet storten kan dit leiden tot een liquiditeitsrisico, dat er onvoldoende geld beschikbaar is zodra de verplichting om te storten zich voordoet.
Deze dreigende situatie is uitgebeeld in de film uit 2011: Margin Call.